# 破二挑战
| 埃利乌德·基普乔盖 | 泽森内·塔德塞 | 雷里薩·德西薩 |

破二挑战（英語：Breaking2）是耐克于2016年12月发起的一项马拉松挑战计划，旨在挑选三位顶尖长跑运动员并希望能帮助他们在二小时内跑完全程马拉松。最终，于2017年5月6日在意大利蒙扎赛道举办的赛事中，埃利乌德·基普乔盖以2:00:25的成绩跑完全程，离预计的目标仅差25秒。

## 队伍
耐克挑选的三位马拉松运动员分别为：
| 姓名              | 国籍     | 出生日期      | 年龄 | 此前最好成绩 |
| ----------------- | -------- | ------------- | ---- | ------------ |
| 雷里薩·德西薩     | 衣索比亞 | 1990年1月14日 | 27岁 | 2:04:45      |
| 埃利乌德·基普乔盖 |          | 1984年11月5日 | 32岁 | 2:03:05      |
| 泽森内·塔德塞     |          | 1982年2月8日  | 35岁 | 2:10:41      |

此外，耐克还请到了30位世界级长跑运动员作为这三位选手的领跑员。

## 赛果
| 排位 | 运动员            | 国籍     | 成绩    |
| ---- | ----------------- | -------- | ------- |
| 金牌 | 埃利乌德·基普乔盖 |          | 2:00:25 |
| 銀牌 | 泽森内·塔德塞     |          | 2:06:51 |
| 銅牌 | 雷里薩·德西薩     | 衣索比亞 | 2:14:10 |

最终，基普乔盖以2:00:25的成绩完赛。这一成绩虽然大大超越了当时2:02:57的马拉松世界纪录，但由于该项赛事并不满足国际田联的标准（如中途进入的领跑员），该成绩并不被国际田联承认为正式纪录。